# Omnis ars naturae imitatio est
Omnis ars naturae imitatio est (лат. изговор: омнис арс натуре имитацио ест). Свака је умјетност опонашање природе. (Сенека)

## Поријекло изреке
Ову изреку је изрекао почетком нове ере познати римски књижевник и филозоф Сенека.

## Тумачење
Умјетност опонаша природу . Она је таква и у суштинском смислу, јер и сама рађа-порађа.(Зато Андре Малро каже да је умјетност „антисудбина“)